# Mauá da Serra
Mauá da Serra ist ein brasilianisches Munizip im Bundesstaat Paraná. Es hat 9.383 Einwohner (2022), die sich Mauaenser da Serra nennen. Seine Fläche beträgt 108 km². Es liegt 1025 Meter über dem Meeresspiegel.

## Etymologie
Der Name wurde zu Ehren des Barão de Mauá, Irineu Evangelista de Sousa, gewählt, der die erste Eisenbahn Brasiliens baute, die Estrada de Ferro Mauá.

## Geschichte

### Besiedlung
Mauá da Serra entstand Anfang der 1950er Jahre. Die Stadt wurde im Zuge der Kolonisierung Nordparanás für den Kaffeeanbau angelegt. Ab 1957 nahm die Entwicklung mit der Ankunft von Mitgliedern der japanischen Kolonie, die die Region in eine wahre landwirtschaftliche Kornkammer verwandelten, richtig Fahrt auf.

### Erhebung zum Munizip
Mauá da Serra wurde durch das Staatsgesetz Nr. 9272 vom 24. Mai 1990 aus Marilândia do Sul ausgegliedert und in den Rang eines Munizips erhoben. Es wurde am 1. Januar 1993 als Munizip installiert.

## Geografie

### Fläche und Lage
Mauá da Serra liegt auf dem Terceiro Planalto Paranaense (der Dritten oder Guarapuava-Hochebene von Paraná) auf 23° 54′ 03″ südlicher Breite und 51° 13′ 44″ westlicher Länge. Seine Fläche beträgt 108 km². Es liegt auf einer Höhe von 1025 Metern.

### Vegetation
Das Biom von Mauá da Serra ist Mata Atlântica.

### Klima
In Mauá da Serra herrscht warmes, gemäßigtes Klima mit einer erheblichen Menge an Niederschlägen. Selbst im trockensten Monat fällt eine Menge Regen. Die Klimaklassifikation nach Köppen und Geiger lautet Cfb. Im Jahresdurchschnitt liegt die Temperatur bei 18,7 °C. Innerhalb eines Jahres gibt es 1848 mm Niederschlag.

### Gewässer
Maiá da Serra liegt an der Wasserscheide zwischen den Becken des Ivaí und des Tibají. Der Rio Apucaraninha entspringt nahe dem Stadtzentrum und fließt zum Tibají. An der westlichen Munizipgrenze entspringt der rechte Ivaí-Nebenfluss Rio das Antas.

### Straßen
Mauá da Serra ist über die BR-376, die Rodovia do Café, mit Apucarana, Maringá und Paranavai im Nordwesten und Ponta Grossa, Curitiba und dem Hafen Paranaguá im Südosten verbunden. Von ihr zweigt die PR-445 ab, über die mann man im Norden auf direktem Weg nach Londrina kommt.

### Eisenbahn
Die 1975 fertiggestellte Estrada de Ferro Central do Paraná verbindet Apucarana und Ponta Grossa. Sie dient dem Transport eines Großteils der landwirtschaftlichen Produktion des Munizips zum Hafen Paranaguá.

### Nachbarmunizipien
| Marilândia do Sul |                                             | Tamarana   |
|                   | Kompassrose, die auf Nachbargemeinden zeigt |            |
| Faxinal           |                                             | Ortigueira |

## Stadtverwaltung
Bürgermeister: Hermes Wicthoff, PSD (2021–2024)
Vizebürgermeister: Tania Cristina de Macedo, DEM (2021–2024)

## Demografie

### Bevölkerungsentwicklung
| Jahr | Einwohner | Stadt | Land |
| ---- | --------- | ----- | ---- |
| 2000 | 6.471     | 83 %  | 17 % |
| 2010 | 8.555     | 82 %  | 18 % |
| 2022 | 9.383     |       |      |

Quelle: IBGE, bis 2010: Volkszählungen und Volkszählung 2022

### Ethnische Zusammensetzung
| Gruppe * | 2000    | 2010    | wer sich als …                                                                   |
| --- | ------- | ------- | -------------------------------------------------------------------------------- |
| Weiße | 75,9 %  | 67,3 %  | weiß bezeichnet                                                                  |
| Schwarze | 3,9 %   | 3,1 %   | schwarz bezeichnet                                                               |
| Gelbe | 2,1 %   | 1,8 %   | von fernöstlicher Herkunft wie japanisch, chinesisch, koreanisch etc. bezeichnet |
| Braune | 18,0 %  | 27,5 %  | braun oder als Mischung aus mehreren Gruppen bezeichnet                          |
| Indigene | 0,0 %   | 0,3 %   | Ureinwohner oder Indio bezeichnet                                                |
| ohne Angabe | 0,2 %   | 0,0 %   |                                                                                  |
| Gesamt | 100,0 % | 100,0 % |                                                                                  |
| *) Das IBGE verwendet für Volkszählungen ausschließlich diese fünf Gruppen. Es verzichtet bewusst auf Erläuterungen. Die Zugehörigkeit wird vom Einwohner selbst festgelegt. |         |         |                                                                                  |

Quelle: IBGE (Stand: 1991, 2000 und 2010)